# Requínoa
Requínoa este un oraș și comună din provincia Cachapoal, regiunea O'Higgins, Chile, cu o populație de 25.739 locuitori (2012) și o suprafață de 673,3 km2.